# Agata Mirek
Agata Mirek (ur. 8 kwietnia 1970 w Olkuszu, zm. 24 września 2022) – polska siostra zakonna, historyk, dr hab. nauk humanistycznych, profesor nadzwyczajny Ośrodka Geografii Historycznej Kościoła w Polsce Katolickiego Uniwersytetu Lubelskiego Jana Pawła II.

## Życiorys
W 1998 otrzymała tytuł magistra na Akademii Teologii Katolickiej. 11 czerwca 2001 uzyskała doktorat za pracę pt. Działalność opiekuńczo-wychowawcza i oświatowa Zgromadzenia Córek Maryi Niepokalanej w latach 1918-1962, a 9 grudnia 2009 uzyskała stopień doktora habilitowanego na podstawie rozprawy zatytułowanej Siostry zakonne w obozach pracy w PRL w latach 1954-1956. W 2003 została zatrudniona na KUL na stanowisku asystenta, w 2007 adiunkta, a w 2012 otrzymała  stanowisko profesora nadzwyczajnego. Specjalizowała się w historii najnowszej, historii Kościoła w XIX-XX w., historii kobiet oraz dziejów oświaty.
Była członkinią Komisji Historii Kobiet przy Polskiej Akademii Nauk oraz Komisji Geografii Historycznej Polskiego Towarzystwa Historycznego. Pozostawiła po sobie ponad sto autorskich prac naukowych i zredagowane przez siebie tomy serii Zakony żeńskie w PRL. Była Przełożoną Generalną Zgromadzenia Córek Maryi Niepokalanej. Zmarła 24 września 2022.

## Nagrody
- 2009: Nagroda Jury oraz Nagroda Czytelników w Konkursie "Książka Historyczna Roku" im. Oskara Haleckiego w kategorii: Najlepsza książka naukowa opisująca losy Polski i Polaków w XX w.[4]
- 2015: Nagroda czytelników w 8 edycji konkursu Książka Historyczna Roku im. Oskara Halickiego[4]
- 2016: Feniks. Nagroda Stowarzyszenia Wydawców Katolickich w kategorii książka historyczna[4]

## Wybrane publikacje
- 1998: Rola Jasnej Góry w kulturze religijno-politycznej na przełomie XIX i XX wieku: sprawozdanie z Sesji Jasnogórskiej / Agata Mirek, Barbara Skowron[2]
- 2011: Atlas historyczny (archi)diecezji lubelskiej 1805-2010[2]
- 2015: Trudne lata. Wielkie dni. Zakony żeńskie w PRL[2]